# マラダーナ
マラダーナ（英語: Maradana）は、スリランカの都市コロンボの一地域。国内最大級のマラダーナ駅やそれに付随する車両基地、さらにロータス・タワーやヘンリー・スティール・オルコット像などがある。日本語ではマラダナと表記される場合もある。

## 学校
- アナンダ・カレッジ - 仏教系国立学校。

## 交通
マラダーナ駅からメインライン、コーストラインを通じて国内各所への特急が発着している。また、近郊路線のケラニバレーラインが分岐する。